# Luis Estaba
Luis Alberto Estaba (ur. 13 sierpnia 1938 w Güiria, zm. 16 lutego 2025) – wenezuelski bokser, były zawodowy mistrz świata kategorii junior muszej.
Nosił przydomek Lumumba ze względu na podobieństwo do byłego przywódcy Demokratycznej Republiki Konga Patrice Lumumby.
Rozpoczął karierę boksera zawodowego w 1967, gdy miał już 29 lat. Przeważnie wygrywał swoje walki, chociaż w 1970 przegrał przez techniczny nokaut w 9. rundzie z Ricardo Delgado, mistrzem olimpijskim z 1968, dla którego był to dopiero trzeci bokserski pojedynek.
W sierpniu 1975 World Boxing Council pozbawiła Franco Udellę mistrzostwa świata w niedawno utworzonej kategorii junior muszej z limitem wagi do 108 funtów. Do pojedynku o wakujący tytuł zostali wyznaczeni Estaba i Rafael Lovera. 13 września 1975 w Caracas Estaba zwyciężył przez nokaut w 4. rundzie i został mistrzem świata WBC. W obronie mistrzostwa stoczył jedenaście udanych walk:
| Data                      | Miejsce        | Oponent               | Wynik                           | Źródło |
| ------------------------- | -------------- | --------------------- | ------------------------------- | ------ |
| 17 grudnia 1975(dts)      | Naha           | Takenobu Shimabukuro  | techniczny nokaut w 10. rundzie | [ 5 ]  |
| 14 lutego 1976(dts)       | Caracas        | Leo Palacios          | wygrana na punkty               | [ 6 ]  |
| 2 maja 1976(dts)          | Caracas        | Juan Álvarez          | wygrana na punkty               | [ 7 ]  |
| 18 lipca 1976(dts)        | Caracas        | Franco Udella         | nokaut w 3. rundzie             | [ 8 ]  |
| 26 września 1976(dts)     | Caracas        | Rodolfo Rodríguez     | poddanie w 10. rundzie          | [ 9 ]  |
| 21 listopada 1976(dts)    | Caracas        | Valentín Martínez     | techniczny nokaut w 11. rundzie | [ 10 ] |
| 15 maja 1977(dts)         | Caracas        | Rafael Pedroza        | wygrana na punkty               | [ 11 ] |
| 17 lipca 1977(dts)        | Puerto la Cruz | Ricardo Estupinan     | wygrana na punkty               | [ 12 ] |
| 21 sierpnia 1977(dts)     | Puerto la Cruz | Juan Álvarez          | techniczny nokaut w 11. rundzie | [ 13 ] |
| 18 września 1977(dts)     | Caracas        | Orlando Hernández     | techniczny nokaut w 15. rundzie | [ 14 ] |
| 30 października 1977(dts) | Caracas        | Netrnoi Sor Vorasingh | wygrana na punkty               | [ 15 ] |

W kolejnej walce 19 lutego 1978 w Caracas Estaba stracił tytuł mistrzowski, gdyż Freddy Castillo pokonał go przez techniczny nokaut w 14. rundzie. W maju tego roku Estaba zdobył tytuł WBC FECARBOX w wadze junior muszej po wygranej z Ricardo Estupinanem, a 29 lipca spróbował odzyskać mistrzostwo świata WBC w tej kategorii, ale Netrnoi Sor Vorasingh, który w międzyczasie pokonał Castillo, znokautował go w 5. rundzie. Była to ostatnia walka bokserska Estaby.